# Юганна Шеберг
Юганна Шеберг  (швед. Johanna Sjöberg, 8 березня 1978) — шведська плавчиня, олімпійська медалістка.

## Виступи на Олімпіадах
| Олімпіада    | Дисципліна                            | Місце |
| ------------ | ------------------------------------- | ----- |
| Атланта 1996 | естафета 4 × 100 вільним стилем       | 5     |
| Атланта 1996 | естафета 4 × 200 вільним стилем       | 9     |
| Атланта 1996 | плавання на 100 метрів, батерфляй     | 9     |
| Атланта 1996 | комплексна естафета 4 × 100           | 10    |
| Сідней 2000  | естафета 4 × 100 вільним стилем       | 3     |
| Сідней 2000  | плавання на 100 метрів, батерфляй     | 10    |
| Сідней 2000  | комплексна естафета 4 × 100           | 10    |
| Афіни 2004   | плавання на 100 метрів вільним стилем | =24   |
| Афіни 2004   | естафета 4 × 100 вільним стилем       | 7     |
| Афіни 2004   | естафета 4 × 200 вільним стилем       | 8     |
| Афіни 2004   | плавання на 100 метрів, батерфляй     | =23   |

## Зовнішні посилання
- Досьє на sport.references.com [Архівовано 1 жовтня 2012 у Wayback Machine.]